# آرامگاه شاهزاده عبدالله
بقعه شاهزاده عبدالله مربوط به دوره پهلوی دوم است و در شهرستان کیار، بخش مرکزی، دهستان کیار غربی، غرب روستای سورک واقع شده و این اثر در تاریخ ۱۵ دی ۱۳۸۷ با شمارهٔ ثبت ۲۴۲۲۵ به‌عنوان یکی از آثار ملی ایران به ثبت رسیده است.ویرایش توسط علیرضایعقوبی سورکی